# Стоманево
Стома́нево (болг. Стоманево) — село в Смолянській області Болгарії. Входить до складу общини Девин.

## Населення
За даними перепису населення 2011 року у селі проживали 184 особи.
Національний склад населення села:
| Національність   | Кількість осіб | Відсоток |
| ---------------- | -------------- | -------- |
| турки            | 124            | 67,4%    |
| болгари          | 32             | 17,4%    |
| не визначились   | 25             | 13,6%    |
| Всього відповіли | 184            |          |

Розподіл населення за віком у 2011 році:
Динаміка населення: